# Skam (série de televisão)
Skam é uma série de televisão norueguesa que retrata o dia a dia dos adolescentes da Hartvig Nissen (Hartvig Nissens Skole), uma escola elegante no bairro rico de Frogner, em Oslo, Noruega. É produzida pela NRK P3, que faz parte da emissora NRK. A série foi exibida originalmente apenas no site da NRK. A primeira prévia da série foi publicada em 22 de setembro de 2015 e o primeiro episódio foi disponibilizado online em 25 de setembro.
No final de 2016, uma produtora de entretenimento de Simon Fuller assinou uma carta de intenção com a NRK, para uma versão americana da série para os Estados Unidos e para o Canadá, com produção prevista para ser iniciada em 2017.
Em 7 de abril de 2017, a NRK divulgou que a personagem principal da quarta temporada seria Sana Bakkoush, e a criadora, Julie Andem, publicou uma foto em seu Instagram dizendo que a quarta temporada seria a última da série.
O episódio final da série, exibido em 24 de junho de 2017, tem como foco uma variedade de pequenas histórias através de clipes individuais, possuindo como temas depressão dos pais, amor não correspondido e apoio mútuo. Em relação à decisão de encerrar a série, o chefe editorial da NRK P3, Håkon Moslet, afirmou que a criação de Skam havia sido "um esporte extremo" e em uma postagem em sua conta pessoal no Instagram, a criadora, escritora e diretora Julie Andem escreveu: "Skam foi um trabalho 24/7. Também foi incrivelmente divertido trabalhar [na série], eu realmente acredito que possui uma energia única e garanto que Skam continuará a surpreendendo e divertindo. Nós decidimos recentemente que não vamos fazer uma nova temporada neste outono. Eu sei que muitos de vocês estarão chateados e desapontados por ouvir isso, mas estou confiante de que esta é a decisão certa".
Skam recebeu aclamação da crítica e reconhecimento significativo por retratar temas como abuso sexual na segunda temporada e homossexualidade na terceira. A quarta temporada recebeu elogios na Noruega por debater sobre religião. A série foi elogiada por suas contribuições para promover a língua e a cultura norueguesas.
A série foi adaptada para uma peça de teatro dinamarquesa e tem adaptações de televisão em produção para os Estados Unidos, Alemanha, França, Itália, Espanha, Holanda e Bélgica.
Em 2020 a plataforma de streaming globoplay prometeu que iria adicionar a série ao catálogo no Brasil após vários pedidos dos fãs da série no Twitter.

## Sinopse
A série retrata a vida cotidiana de adolescentes da Hartvig Nissen (Hartvig Nissens Skole), uma conceituada escola no bairro rico de Frogner, em Oslo, acompanhando seus problemas, escândalos e a rotina do dia.
Cada temporada muda de protagonista com um ponto de vista diferente. A primeira temporada acompanha a vida de Eva Kviig Mohn, introduzindo sua amizade com Noora Amalie Sætre, Vilde Lien Hellerud, Sana Bakkoush e Chris Berg, além de seu conturbado relacionamento amoroso com Jonas Vasquez. A segunda temporada acompanha Noora Amalie Sætre, introduzindo seu relacionamento com William Magnusson e todas as dificuldades do casal. A terceira temporada acompanha Isak Valtersen, sua descoberta da orientação sexual e introduzindo seu relacionamento com Even Bech Næsheim. A quarta e última temporada da série acompanha Sana Bakkoush, apresentando a polêmica do preconceito em torno da religião islâmica e seu interesse amoroso com Yousef Acar.

## Escola Hartvig Nissen
A série centra-se na vida diária dos adolescentes da escola Hartvig Nissen de ensino médio, no bairro Frogner, Oslo. A escola é informal e popularmente conhecida apenas como "Nissen". Originalmente nomeada Escola de Meninas de Nissen, foi fundada por Hartvig Nissen em 1849 como uma escola particular para meninas da alta burguesia. É a segunda instituição de ensino mais antigas em Oslo e é amplamente considerada um das mais prestigiados do país. Seus ex-alunos incluem muitos indivíduos famosos e dois membros da família real norueguesa. A escola foi a primeira escola superior na Noruega que admitiu mulheres.

## Adaptações
- Skam France
- Druck
- Skam Italia
- Skam Austin
- Skam España
- Skam NL
- WtFOCK
- Sram

## Conceito
Durante a semana, diferentes cenas do episódio seguinte são postadas no site oficial do programa, em tempo real, assim como as mensagens de texto trocadas entre as personagens da série. O episódio completo estreia toda sexta e é uma copilação das prévias da semana.
O personagem principal muda em cada temporada. Os fãs podem acompanhar a vida dos personagens através de seus perfis no Instagram ou Facebook.

## Elenco e personagens

### Principal
| Ator/Atriz               | Personagem          | Temporada | Temporada  | Temporada  | Temporada |
| Ator/Atriz               | Personagem          | 1         | 2          | 3          | 4         |
| ------------------------ | ------------------- | --------- | ---------- | ---------- | --------- |
| Lisa Teige               | Eva Kviig Mohn1     | Regular   | Regular    | Recorrente | Regular   |
| Josefine Frida Pettersen | Noora Amalie Sætre2 | Regular   | Regular    | Recorrente | Regular   |
| Tarjei Sandvik Moe       | Isak Valtersen3     | Regular   | Recorrente | Regular    | Regular   |
| Iman Meskini             | Sana Bakkoush4      | Regular   | Regular    | Regular    | Regular   |

* ↑1  Protagonista da primeira temporada. 

* ↑2  Protagonista da segunda temporada. 

* ↑3  Protagonista da terceira temporada. 

* ↑4  Protagonista da quarta temporada.

### Recorrente
| Ator/Atriz              | Personagem                              | Temporada     | Temporada    | Temporada      | Temporada     |
| Ator/Atriz              | Personagem                              | 1             | 2            | 3              | 4             |
| ----------------------- | --------------------------------------- | ------------- | ------------ | -------------- | ------------- |
| Marlon Valdés Langeland | Jonas Noah Vasquez                      | Regular       | Recorrente   | Regular        | Recorrente7   |
| Ulrikke Falch           | Vilde Lien Hellerud                     | Regular7      | Regular7     | Regular7       | Regular7      |
| Ina Svenningdal         | Christina "Chris" Berg                  | Regular       | Regular      | Recorrente     | Regular7      |
| Herman Tømmeraas        | Christoffer "Chris-Penetrator" Schistad | Regular       | Recorrente   | Participação7  | Participação7 |
| Cecilie Martinsen       | Ingrid Theis Gaupseth                   | Recorrente    | Recorrente   | Participação   | Regular       |
| Kristina Ødegaard       | Sara Nørrstelien                        | Recorrente    | Recorrente   | Participação   | Regular       |
| Thomas Hayes            | William Magnusson                       | Regular       | Regular      | Citado         | Participação7 |
| Astrid Elise Arefjord   | Dra. Skrulle                            | Participação  | Participação | Participação   | Participação  |
| David Alexander Sjøholt | Magnus Fossbakken                       | Participação5 |              | Regular        | Recorrente    |
| Carl Martin Eggesbø     | Eskild Tryggvasson                      |               | Regular      | Regular        | Recorrente7   |
| Rakel Øfsti Nesje       | Linn Larsen Hansen                      |               | Recorrente7  | Recorrente7    | Recorrente7   |
| Arthur Hakalahti        | Kasper Folkestad                        |               | Participação | Participação   | Citado        |
| Henrik Holm             | Even Bech Næsheim                       |               |              | Regular7       | Regular7      |
| Theresa Frostad Eggesbø | Sonja                                   |               |              | Recorrente     | Citada        |
| Sacha Kleber Nyiligira  | Mahdi Disi                              |               |              | Regular        | Recorrente    |
| Ruby Dagnall            | Emma W. Larzen                          |               |              | Regular        | Participação  |
| Fredrik Vildgren        | Nikolai "Nico" Magnusson                |               | Recorrente   |                | Citado        |
| Yousef Hjelde           | Mikael Øverlie Boukhal                  |               |              | Participação 6 | Regular       |
| Cengiz Al               | Yousef Acar                             |               |              | Citado         | Regular       |
| Simo El                 | Elias Bakkoush                          |               | Citado       |                | Regular       |
| Adam Ezzari             | Adam Malik                              |               |              |                | Regular       |
| Mutasim Billah          | Mutasim "Mutta" Tatouti                 |               |              |                | Regular       |

* ↑5  Na primeira temporada, David Alexander Sjøholt foi creditado como um personagem chamado David, apesar de seu nome nunca ter sido dito. Isso pode ter sido uma referência errônea ao personagem Magnus ou Sjøholt atuando como um estudante diferente. 

* ↑6  Na terceira temporada, Mikael apareceu em um vídeo que Isak encontra na internet sobre Even. 

* ↑7  No episódio final da série, o personagem principal muda entre cada clipe. Vilde, Chris-Penetrator, Jonas, Chris, Even, William, Eskild & Linn possuem um clipe onde são os personagens principais.

## Episódios

### Resumo
| Temporada | Temporada | Episódios | Exibição original      | Exibição original      |
| Temporada | Temporada | Episódios | Estreia da temporada   | Final da temporada     |
| --------- | --------- | --------- | ---------------------- | ---------------------- |
|           | 1         | 11        | 25 de setembro de 2015 | 11 de dezembro de 2015 |
|           | 2         | 12        | 4 de março de 2016     | 3 de junho de 2016     |
|           | 3         | 10        | 7 de outubro de 2016   | 16 de dezembro de 2016 |
|           | 4         | 10        | 14 de abril de 2017    | 24 de junho de 2017    |

### 1.ª Temporada
A primeira cena da temporada foi disponibilizada em 22 de setembro de 2015. A primeira temporada é composta de onze episódios e tem como foco Eva Mohn, outros personagens regulares são suas amigas Noora, Vilde, Sana e Chris. A história gira em torno de Eva e seu difícil relacionamento com Jonas Vasquez. Lida com temas como solidão, identidade, pertença e amizade.
| Número | Título (Tradução livre)                                                                        | Duração | Estreia                |
| ------ | ---------------------------------------------------------------------------------------------- | ------- | ---------------------- |
| 1      | "Du ser ut som en slut (Você parece uma v****)"                                                | 20 min  | 25 de setembro de 2015 |
| 2      | "Jonas, dette er helt dust (Jonas, isso é totalmente estupidez)"                               | 17 min  | 2 de outubro de 2015   |
| 3      | "Vi er de største loserne på skolen (Nós somos as maiores perdedoras da escola)"               | 17 min  | 9 de outubro de 2015   |
| 4      | "Go for it din lille slut (Vá em frente, piranha)"                                             | 15 min  | 16 de outubro de 2015  |
| 5      | "Hva er det som gjør deg kåt? (O que deixa você excitada?)"                                    | 19 min  | 23 de outubro de 2015  |
| 6      | "Man vet når gutter lyver (Você sabe quando um garoto está mentindo)"                          | 23 min  | 30 de outubro de 2015  |
| 7      | "Tenker alltid det er meg det er noe gale med (Sempre acreditei que tinha algo errado em mim)" | 20 min  | 13 de novembro de 2015 |
| 8      | "Hele skolen hater meg (A escola inteira me odeia)"                                            | 24 min  | 20 de novembro de 2015 |
| 9      | "Man er det man gjør (Você é o que faz)"                                                       | 21 min  | 27 de novembro de 2015 |
| 10     | "Jeg tenker du har blitt helt psyko (Eu acho que você tornou-se totalmente paranoica)"         | 21 min  | 4 de dezembro de 2015  |
| 11     | "Et jævlig dumt valg (Uma escolha realmente estúpida)"                                         | 35 min  | 11 de dezembro de 2015 |

### 2.ª Temporada
A primeira cena da temporada foi disponibilizada em 29 de fevereiro de 2016. Os doze episódios da segunda temporada acompanham Noora Amalie Sætre. A temporada gira em torno de seu relacionamento com William Magnusson e todas as dificuldades do casal. Lida como temas como feminismo, violência, distúrbios alimentares, abuso sexual, crise dos refugiados e amizade.
| Número | Título (Tradução livre)                                                                               | Duração | Estreia             |
| ------ | --- | ------- | ------------------- |
| 1      | "Om du bare hadde holdt det du lovet (Se você apenas manter suas promessas)"                          | 26 min  | 4 de março de 2016  |
| 2      | "Du lyver til en venninne og skylder på meg (Você mentiu para uma amiga e me culpou)"                 | 26 min  | 11 de março de 2016 |
| 3      | "Er det noe du skjuler for oss? (Você está escondendo algo de nós?)"                                  | 36 min  | 18 de março de 2016 |
| 4      | "Jeg visste det var noe rart med henne (Eu sabia que havia algo de errado nela) (Especial de Páscoa)" | 29 min  | 25 de março de 2016 |
| 5      | "Jeg er i hvert fall ikke sjalu (Com certeza não estou com ciúmes)"                                   | 32 min  | 1 de abril de 2016  |
| 6      | "Jeg vil ikke bli beskytta (Eu não quero ser protegida)"                                              | 24 min  | 22 de abril de 2016 |
| 7      | "Noora, du trenger pikk (Noora, você precisa de um consolo)"                                          | 24 min  | 29 de abril de 2016 |
| 8      | "Du tenker bare på William (Você só pensa no William)"                                                | 41 min  | 6 de maio de 2016   |
| 9      | "Jeg savner deg så jævlig (Senti tanta sua falta)"                                                    | 22 min  | 13 de maio de 2016  |
| 10     | "Jeg skal forklare alt (Eu explicarei tudo)"                                                          | 49 min  | 20 de maio de 2016  |
| 11     | "Husker du seriøst ingenting? (Você realmente não se lembra de nada?)"                                | 30 min  | 27 de maio de 2016  |
| 12     | "Vil du flytte sammen med meg? (Você se mudaria comigo?)"                                             | 50 min  | 3 de junho de 2016  |

### 3.ª Temporada
A primeira cena da temporada foi disponibilizada em 2 de outubro de 2016. terceira temporada é composta de dez episódios, o personagem principal é Isak Valtersen. O drama é envolvido pela descoberta da orientação sexual de Isak e o seu relacionamento com Even Bech Næsheim. Lida com temas como amor, identidade sexual, autenticidade, transtorno mental, religião e amizade.
| Número | Título (Tradução livre) | Duração | Estreia                |
| ------ | --- | ------- | ---------------------- |
| 1      | "Lykke til, Isak (Boa sorte, Isak)" | 27 min  | 7 de outubro de 2016   |
| 2      | "Du er over 18, sant? (Você é maior de 18, não é?)" | 26 min  | 14 de outubro de 2016  |
| 3      | "Nå bånder dere i overkant mye / Hun er på (Você está se importando muito / Ela chegou)"                                                                       | 22 min  | 21 de outubro de 2016  |
| 4      | "Keen på å bade / Da vorser vi sammen? (Como se estivesse nadando / Iremos ao esquenta juntos?)"                                                               | 20 min  | 28 de outubro de 2016  |
| 5      | "Samme tid et helt annet sted / Kan jeg bli her med deg for altid? (Ao mesmo tempo em um lugar totalmente diferente / Posso ficar aqui com você para sempre?)" | 30 min  | 4 de novembro de 2016  |
| 6      | "Escobar season / Kan du ikke bare si det? (Temporada ilegal / Você não poderia apenas dizer isso?)"                                                           | 19 min  | 18 de novembro de 2016 |
| 7      | "Er du homo? (Você é gay?)" | 23 min  | 25 de novembro de 2016 |
| 8      | "Mannen i mitt liv / Drit i å ringe Isak (O homem dos meus sonhos / Pare de ligar para o Isak)"                                                                | 30 min  | 2 de dezembro de 2016  |
| 9      | "Det går over / Velkommen til mobilsvar (Isso irá passar / Bem vindo às mensagens de voz)"                                                                     | 18 min  | 9 de dezembro de 2016  |
| 10     | "Minutt for minutt / Jeg så deg første skoledag (Minuto por minuto / Eu vi você no primeiro dia de aula)"                                                      | 33 min  | 16 de dezembro de 2016 |

- NRK e a NRK P3 usaram diferentes títulos de 7 episódios da 3ª temporada.

### 4.ª Temporada
O primeiro trailer da temporada foi lançado em 7 de abril de 2017, anunciando a data de estreia da primeira cena para 10 de abril de 2017. A estreia do primeiro episódio da temporada ocorreu a 14 de abril de 2017. A personagem principal é Sana Bakkoush, apresentando a polêmica do preconceito em torno da religião islâmica, além de seu interesse amoroso com Yousef Acar. De acordo com a criadora da série, Julie Andem, é a última temporada da série. Lida com temas como a religião islâmica, amor proibido, preconceito, cyberbullying e a "russ celebration", período de comemoração e tradição norueguesa.
O episódio final da série alterna clipes focando em pequenas histórias de personagens que não possuíram suas temporadas. As histórias lidam com temas como depressão dos pais, amor não correspondido, amizade, ciúmes, homofobia, apoio mútuo em uma relação e medo de abandono.
| Número | Título (Tradução livre)                                                     | Duração | Estreia             |
| ------ | --------------------------------------------------------------------------- | ------- | ------------------- |
| 1      | "Du hater å henge med oss (Você odeia sair com a gente)"                    | 25 min  | 14 de abril de 2017 |
| 2      | "Jeg er gutt, jeg får ikke hat (Sou um garoto, não recebo ódio)"            | 18 min  | 21 de abril de 2017 |
| 3      | "Hva mener du om drikking? (Qual a sua opinião sobre beber?)"               | 28 min  | 28 de abril de 2017 |
| 4      | "Allah hadde digget deg (Alá iria adorar você)"                             | 30 min  | 5 de maio de 2017   |
| 5      | "Hvis du er trist er jeg trist (Se você está triste, então eu fico triste)" | 27 min  | 12 de maio de 2017  |
| 6      | "Har du en dårlig dag? (Você está tendo um mal dia?)"                       | 30 min  | 26 de maio de 2017  |
| 7      | "Vi må stå sammen (Devemos ficar juntas)"                                   | 36 min  | 2 de junho de 2017  |
| 8      | "De største loserne på skolen (As maiores perdedoras da escola)"            | 36 min  | 9 de junho de 2017  |
| 9      | "Livet smiler (A vida está sorrindo)"                                       | 48 min  | 16 de junho de 2017 |
| 10     | "Takk for alt (Obrigado por tudo)"                                          | 59 min  | 24 de junho de 2017 |

## Recepção da crítica
Em média, cerca de 192.000 de telespectadores assistiram a primeira temporada, tendo o primeiro episódio sido um dos mais vistos de todos os tempos na TV NRK on-line.
A partir da terceira temporada, a série alcançou também audiências estrangeiras, a NRK recebeu, portanto, muitos pedidos para divulgar a série com legendas em inglês. Os pedidos foram negados e a NRK disse que não iria disponibilizar os episódios facilmente fora da Noruega devido aos direitos autorais da trilha sonora. Eles também tomaram medidas contra tentativas de disponibilização de vídeos com legendas extra-oficias espalhados na internet.
Quando foi negado legendas oficiais, os fãs começaram a fazer suas próprias traduções dos episódios em várias línguas do mundo, ampliando enormemente a base de fãs online. Até o final de 2016, Skam virou tendência mundial várias vezes no Twitter e no Tumblr, e sua presença no Facebook, Instagram e Vine cresceu rapidamente. Seu elenco adolescente e os enredos sobre LGBTQ e saúde mental atingiram pessoas de todo o mundo, incluindo a China. Na Weibo, um grupo Skam tinha 210 milhões de telespectadores em 1 de janeiro de 2017.
Em 13 de janeiro de 2017, Skam foi bloqueada mundialmente pela emissora NRK devido a disputas sobre direitos musicais.

### Adaptações
Em dezembro de 2016, a produtora de cinema Simon Entertainment, de Simon Fuller, assinou um acordo com a NRK para produzir uma versão americana da série, chamada Skam, para os EUA e Canadá. A série apresentará novos personagens e atores, mas manterá o formato de narração de Skam. O local de busca e pré-produção está em andamento, com uma estréia prevista em 2018. Em outubro de 2017, durante a feira MIPCOM, anunciou-se que o show será exibido na plataforma de vídeo original "Facebook Watch" do Facebook.
Em abril de 2017, o teatro dinamarquês Aveny-T teria adquirido direitos exclusivos para produzir uma versão em palco do Skam. Quatro apresentações diferentes serão feitas, uma para cada temporada, com o primeiro show ocorrendo em Copenhague em 15 de setembro de 2017 e os restantes três desempenhos produzidos uma vez por ano até o ano 2020.
Em setembro de 2017, o site de entretenimento francês AlloCiné informou sobre o início da produção de um remake francês da série.
Em outubro de 2017, as revistas Variety e The Hollywood Reporter relataram que as adaptações locais de Skam seriam produzidas em cinco países europeus; Alemanha, França, Itália, Espanha e Holanda. O diretor executivo da NRK, Thor Gjermund Eriksen, disse em um comunicado: "Estamos muito entusiasmados com o tremendo interesse que Skam gerou fora da Noruega. Os criadores de Skam visavam ajudar meninas de 16 anos a fortalecer sua auto-estima através do desmantelamento tabus, tornando-os conscientes dos mecanismos interpessoais e mostrando-lhes os benefícios de enfrentar seus medos. Esta é uma visão que estamos orgulhosos de trazer para outros países". A Variety observa que cada produção local será obrigada a fazer sua própria pesquisa local sobre os dilemas e sonhos de seus adolescentes, em vez de copiar a produção norueguesa original.

## Prêmios e indicações
| Ano  | Prêmio                              | Categoria                             | Indicação                      | Resultado |
| ---- | ----------------------------------- | ------------------------------------- | ------------------------------ | --------- |
| 2016 | Gullruten                           | Melhor drama de TV                    | Skam                           | Venceu    |
| 2016 | Gullruten                           | Melhor nova série                     | Skam                           | Venceu    |
| 2016 | Gullruten                           | Inovação do ano                       | Skam                           | Venceu    |
| 2016 | Gullruten                           | Melhor edição em série de drama da TV | Ida Vennerød Kolstø            | Venceu    |
| 2016 | Gullruten                           | Revelações do ano                     | Julie Andem Mari Magnus        | Venceu    |
| 2016 | C21Media International Drama Awards | Melhor inovação digital               | Skam                           | Venceu    |
| 2016 | Nordic Council                      | Prêmio de discurso nórdico            | Skam                           | Venceu    |
| 2017 | Gullruten                           | Melhor drama de TV                    | Skam                           | Indicado  |
| 2017 | Gullruten                           | Melhor ator                           | Tarjei Sandvik Moe             | Indicado  |
| 2017 | Gullruten                           | Melhor roteiro de drama               | Julie Andem                    | Venceu    |
| 2017 | Gullruten                           | Melhor direção em drama               | Julie Andem                    | Venceu    |
| 2017 | Gullruten                           | Momento do Ano na TV                  | Skam                           | Venceu    |
| 2017 | Gullruten                           | Gullruten People's Choice Award       | Henrik Holm Tarjei Sandvik Moe | Venceu    |
| 2017 | Peer Gynt AS                        | Prêmio Peer Gynt                      | Skam                           | Venceu    |